# Wheatley (Oxfordshire)
Wheatley – wieś w Anglii, w hrabstwie Oxfordshire, w dystrykcie South Oxfordshire. Leży 9 km na wschód od Oksfordu i 75 km na zachód od Londynu. W 2001 miejscowość liczyła 3905 mieszkańców.